# Крийт, Роланд Юрьевич
Роланд Юрьевич Крийт (31 мая 1917, Ревель — 2 августа 1998, Таллин) — эстонский и советский музыкант, кларнетист. Заслуженный артист Эстонской ССР (1967).

## Биография
В 1935—1940 годах учился игре на кларнете в Таллинской консерватории под руководством Бруно Лукка, в 1940—1941 годах — в Латвийской консерватории, продолжил учёбу в 1943—1944 годах в Московской консерватории в классе Александра Володина.
В 1930—1940 годах играл в составе оркестра Таллиннского гарнизона, в 1940—1942 годах — музыкант Прибалтийского военного духового оркестра РККА (Рига, Ярославль), в 1942—1944 годах — кларнетист духового квинтета Эстонского государственного художественного ансамбля. В 1946—1947 годах — музыкант Государственного филармонического оркестра Эстонской ССР. Играл также в Камерном оркестре Эстонского радио. Работал концертмейстером Таллинского духового оркестра (1983—1992).
В 1942—1973 годах играл в квинтете имени Яна Тамма.
Похоронен на Лесном кладбище Таллина.